# Позвоночно-двигательный сегмент
Позвоночно-двигательный сегмент (ПДС), (англ. spinal motion segment, functional spinal unit, от лат. segmentum — «отрезок») — анатомический комплекс, состоящий из двух смежных позвонков с соответствующими суставами и мышечно-связочным аппаратом на этом уровне, и одного межпозвонкового диска между этими позвонками.

Термин используется в физиологии — как обозначение функционального комплекса, в неврологии — при описании спинномозговых структур, а также в 

травматологии, мануальной терапии, рентгенологии и др. специальностях медицины.

## Строение и функции сегмента
Представляет из себя структурную единицу биокинематической цепи. Например, атлант, эпистрофей образуют первый сегмент. В то же время, эпистрофей, третий шейный позвонок и соответствующий межпозвонковый диск образуют второй сегмент и т. д. Всего 24 сегмента: 7 шейных, 12 грудных и 5 поясничных. Последний, самый нижний сегмент образуют пятый поясничный позвонок и крестец
Позвоночно-двигательный сегмент фиксируется позвоночными суставами, связками и мышцами. Каждый позвонок соединяется с соседним в трёх точках: двумя дугоотросчатыми (фасеточными) суставами и межпозвонковым диском. Позвоночные фасеточные суставы образованы примыкающими поверхностями суставных отростков двух смежных позвонков и расположены симметрично относительно средней линии позвонка. 
Связочный аппарат позвоночного столба представлен передней и задней продольной связками (располагаются по передней и задней поверхности тел позвонков — соответственно) и желтой связкой (располагается между нижней поверхностью дужки вышележащего позвонка и верхней поверхностью дужки нижележащего позвонка).
Каждый сегмент образует межпозвонковые (фораминальные) отверстия, находящиеся по боковым поверхностям сегмента, через которые выходят корешки спинномозговых нервов, вены и артерии. 

### Функции межпозвонкового диска
Межпозвонковый диск амортизирует механическую динамическую и статическую нагрузку от верхнего позвонка к нижнему. Либо (реже), от нижнего к верхнему - в зависимости от направления нагрузки.

### Функции позвоночных (фасеточных) суставов
Способствуют подвижности между позвонками. В целом обеспечивают функциональную подвижность позвоночника. Благодаря фасеточным суставам возможны дополнительные скольжения позвонков, обеспечивающие гибкость позвоночника. Суставные поверхности фасеточных суставов покрыты суставной мембраной, продуцирующей синовиальную жидкость, которая отвечает за плавное скольжение в суставе.

### Функции межпозвонковых (фораминальных) отверстий.
Фораминальные (межпозвонковые) отверстия сегмента обеспечивают корешкам спинномозговых нервов и сосудам кровоснабжающим спинной мозг связь с периферией.

### Функции продольной(длиннейшей) мышцы спины.
Продольная мышцы спины - парная, разгибательная. Она выполняет основную опорную и трофическую функцию межпозвоночного сегмента. Это обусловлено  анатомо-физиологическими особенностями - связки, межпозвоночный диск, тело позвонка не имеют собственных сосудов. Они прикрепляются с помощью сухожилия к остистым и боковым отросткам позвонков и обеспечивают фиксацию позвоночника в сагиттальной и фронтальной плоскостях.

### Патология
К нарушению функций позвоночно-двигательного сегмента (избыточной или недостаточной подвижности) приводят:
1. Дегенеративный или опухолевой процесс тканей в сегменте.
2. Воспалительный процесс в сегменте, провоцируемый инфекцией или механической травмой.
3. Патология в другом сегменте, вызывающая компенсаторную гипер или гипоподвижность.
Кроме того, возникает вероятность «замкнутого порочного круга». Поражение структур ПДС (мышц,  хрящевой ткани, суставной капсулы, связок, межпозвонкового диска) влечет за собой рефлекторный болевой спазм продольной мышцы спины с целью ограничения объема движения в этой области позвоночника. Спазмированная мышца давит на сосуды, снижая интенсивность кровотока.